# Лубомбо (район)
Лубомбо (англ. Lubombo District) — адміністративний округ на сході Есватіні. Територія 5 945 км², населення 194 217 (2010). Адміністративний центр — місто Сітекі. Межує з районами Манзіні та Хохо на заході, Шиселвені на півдні та Мозамбіком і ПАР на сході.

## Географія
Ландшафт гірський, більшу частину території займають гори Лубомбо.

## Населення
- 1966 —  82 000 мешканців (перепис населення)
- 1976 — 139 345 мешканців (перепис населення)
- 1986 — 153 958 мешканців (перепис населення)
- 1997 — 198 109 мешканців (перепис населення)
- 2007 — 193 817 мешканців (перепис населення)
- 2010 — 194 217 мешканців

## Адміністративний поділ
Район поділяється на 16 округів:
| Округ                                         | Населення, чол. (на 12.05.2007) | Площа, км² | Центр                   |
| --------------------------------------------- | ------------------------------- | ---------- | ----------------------- |
| Двокодвені (англ. Dvokodvweni)                | 28 252                          | 515        | Двокодвені              |
| Ломахаша (англ. Lomahasha)                    | 22 239                          | 319        | Ломахаша                |
| Лубулі (англ. Lubuli)                         | 14 419                          | 477        | Лубулі                  |
| Лугонголвені (англ. Lugongolweni)             | 15 519                          | 493        | Сітекі (англ. Siteki)   |
| Північний Матсанжені (англ. Matsanjeni North) | 12 940                          | 425        | Тікхуба (англ. Tikhuba) |
| Мфолонжені (англ. Mpholonjeni)                | 20 563                          | 581        | Мфолонжені              |
| Мхлуме (англ. Mhlume)                         | 16 981                          | 778        | Мхлуме                  |
| Нкілонго (англ. Nkilongo)                     | 15 907                          | 629        | Нкілонго                |
| Сітхобела (англ. Sithobela)                   | 30 332                          | 635        | Сітхобела               |
| Сіфофанені (англ. Siphofaneni)                | 23 448                          | 539        | Сіфофанені              |
| Хлане (англ. Hlane)                           | 7 091                           | 458        | Хлане                   |